# Gastrotrihe
Gastrotrihele (Gastrotricha) sunt un grup de animale (identice viermilor) pseudocoelomate microscopice (0.06→3.0 mm), distribuite pe scară largă în apa dulce și mediile marine. Acestea sunt în mare parte bentonice și trăiesc în cadrul perifitonului (strat de organisme mici) și detritusului care se găsește pe fundul mării. Majoritatea gastrotrihelor trăiesc între particulele de sediment sau pe alte suprafețe scufundate, dar câteva specii sunt terestre și se găsesc pe uscat. Aceasta încrengătură este împărțită în două ordine, Macrodasyida, organisme marine (cu excepția a două specii), și Chaetonotida, dintre care unele sunt marine și unele de apă dulce. Aproape opt sute de specii de gastrotrihe au fost descrise.

## Legături externe
- en Gastrotrihe la „Enciclopedia vieții”